# Cedar Point (Teksas)
Cedar Point – jednostka osadnicza w Stanach Zjednoczonych, w stanie Teksas, siedziba administracyjna hrabstwa Polk.